# Gut Mehlbek
Das Gut Mehlbek ist seit etwa 1538 ein  Gutshof in der heutigen Gemeinde Mehlbek.

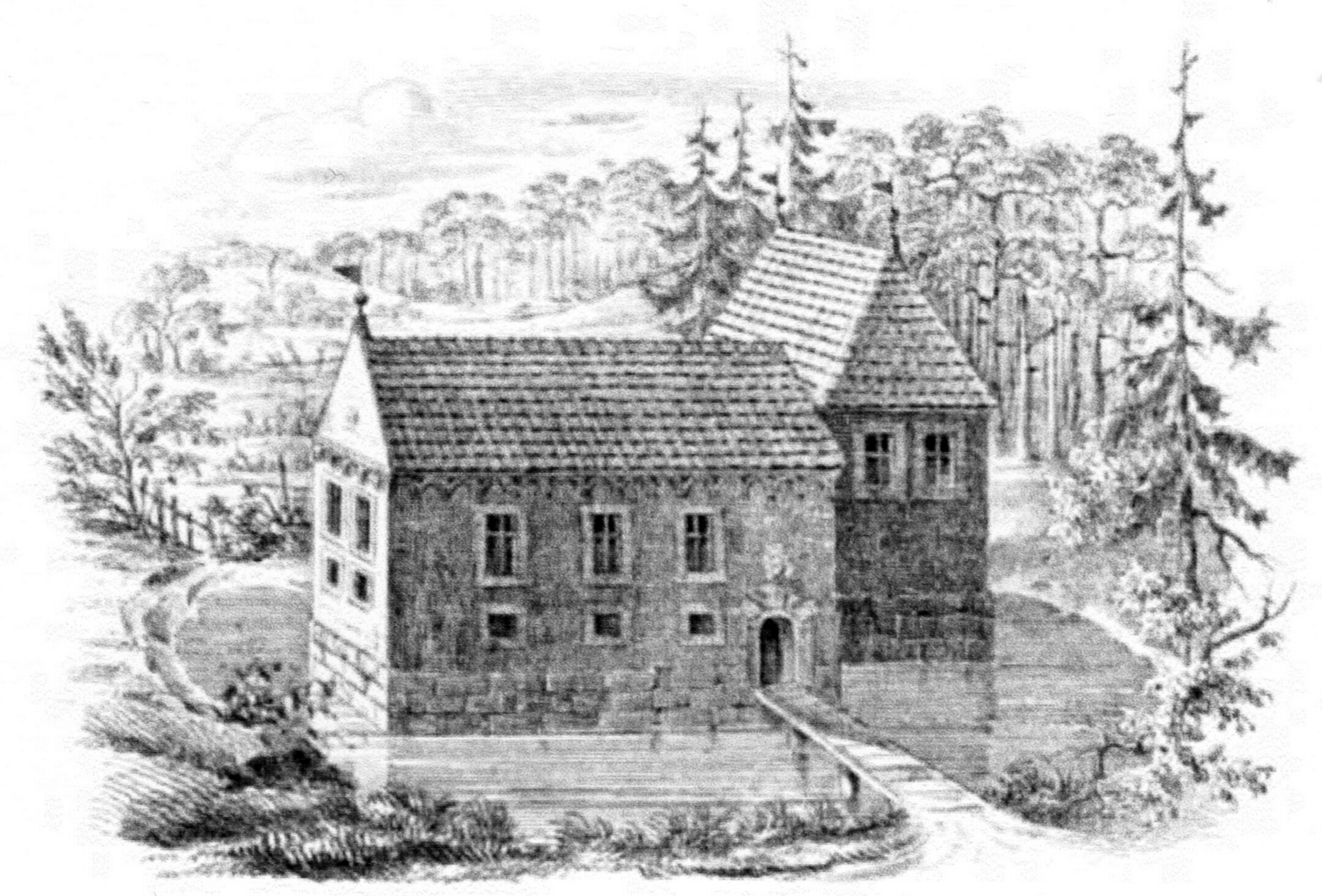
Das erste Herrenhaus um 1550

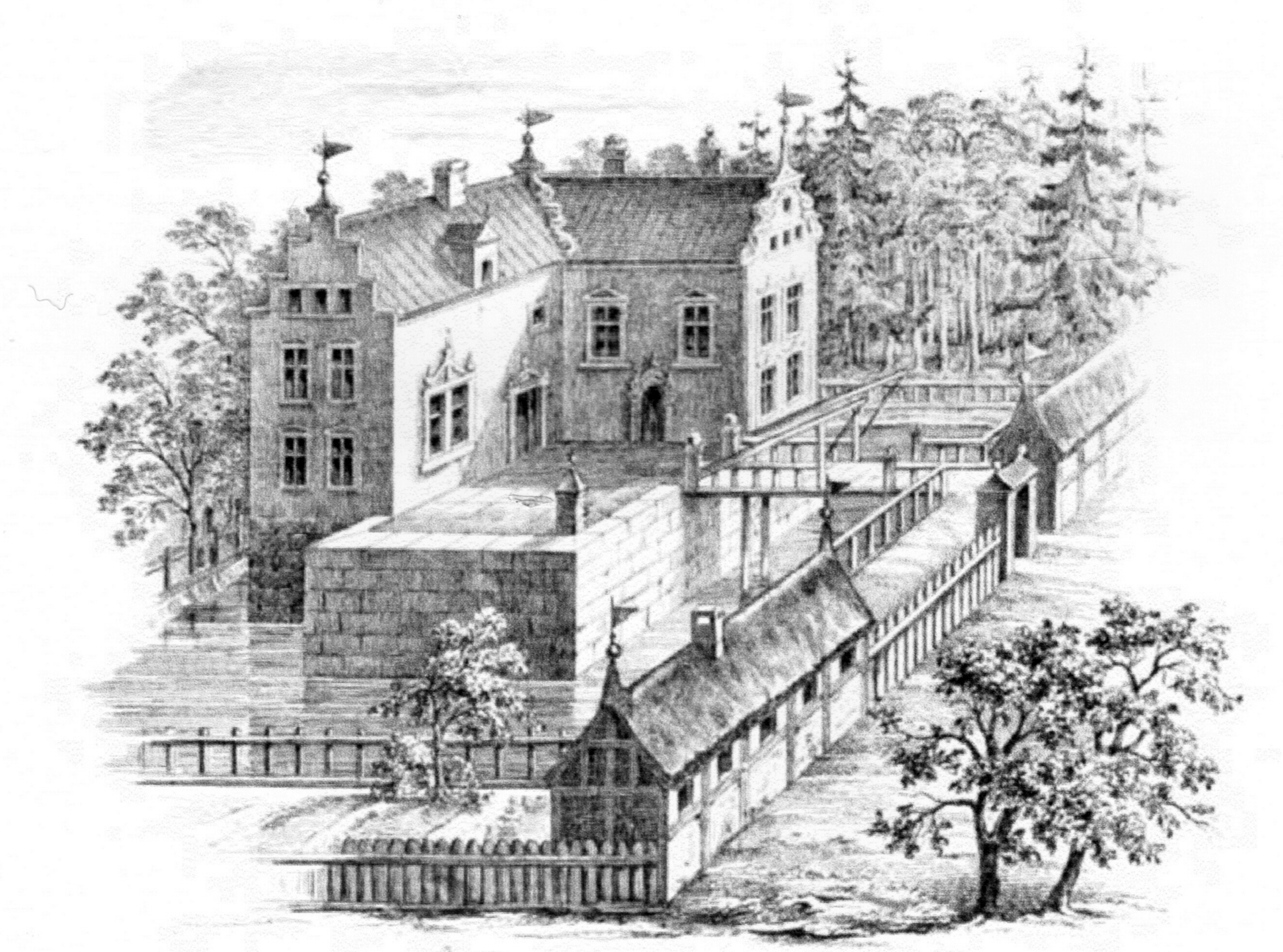
Der Gutshof um 1576

## Geschichte des Guts
Der Name „Mehlbek“ entstand aus der niederdeutschen Bezeichnung für „Mühlenbach“. Er weist auf die in die Bekau mündende Mühlenau hin, an der die Wassermühle lag, aus der das Gut Mehlbek entstand. Diese Wassermühle samt Siedlung schenkte der dänisch König Christian III. 1538 dem Ritter Johann Rantzau, der das Gut und den Gutshof anlegte. Sein Sohn Heinrich Rantzau erweiterte das Gut um das Dorf Kaaks sowie um Teile der Dörfer Hohenaspe und Huje. Sein Enkel Erich Rantzau verkaufte 1616 das Gut an seinen Verwandten Cai von Ahlefeldt.

## Geschichte des Gutshofs
Johann Rantzau errichtete um 1538 das Herrenhaus. 1709 brannten die Wirtschaftsgebäude nieder. 1710 ließ der damalige Besitzer Christian Ernst Freiherr von Reichenbach die noch heute erhaltene Fachwerkscheune errichten. Das befestigte Herrenhaus wurde 1817 abgetragen. Heute wird das Gut als landwirtschaftlicher Betrieb mit Ackerbau und Schweinemast betrieben. In das Gemeindewappen von Mehlbek wurden Mühlrad und Scheune aufgenommen, um auf die Wurzeln der Gemeinde hinzuweisen. Die Fachwerkscheune des Gutes steht heute (Stand 2010) unter Denkmalschutz.